# Aït Toudert
Ait Toudert là một đô thị thuộc tỉnh Tizi Ouzou, Algérie. Dân số thời điểm năm 2002 là 9.723 người.